# Brutalismus 3000
Brutalismus 3000 – niemiecko-słowacki duet muzyki elektronicznej z Berlina. Tworzą go Victoria Vassiliki Daldas i Theo Zeitner.

## Historia
Theo Zeitner zaczął tworzyć muzykę około 2012 roku. Victoria Vassiliki Daldas jako dziecko grała na pianinie i śpiewała w chórze szkolnym. Muzycy poznali się w 2018 roku w serwisie randkowym Tinder i w 2020 roku zaczęli nagrywać razem muzykę. 24 kwietnia 2020 roku wydali swoje debiutanckie EP „Amore Hardcore”. 20 listopada tego samego roku wypuścili „Liebe in Zeiten der Kola”, ich drugie EP.
16 października 2021 roku duet wystąpił na BR Festival London. Nagranie z ich występu osiągnęło 7,1 mln. wyświetleń w serwisie YouTube (stan na lipiec 2024). Ich trzecie EP, „Eros Massacre”, zostało wydane 29 kwietnia 2022 roku.
Z początkiem kwietnia 2023 roku, duet wydał debiutancki album „Ultrakunst”. Album osiągnął 11. miejsce na liście „Offizielle Deutsche Charts” GfK Entertainment trzy tygodnie po jego wydaniu. Ich pierwszy teledysk (do piosenki „DIE LIEBE KOMMT NICHT AUS BERLIN” z albumu „Ultrakunst”) ukazał się na początku marca 2023 roku.